# National Board of Review Award/Bestes Schauspielensemble
Gewinner des Preises des National Board of Review in der Kategorie Bestes Schauspielensemble (Best Acting By An Ensemble), der separat neben den Preisen für Haupt-, Neben- und Nachwuchsdarsteller vergeben wird.
Drei Mal wurde der Preis an Filmproduktionen vergeben, die später mit dem Oscar als Bester Film des Jahres ausgezeichnet wurden, während von den prämierten Schauspielern nur Kevin Spacey (Die üblichen Verdächtigen) den Academy Award erringen konnte.
Die Jahreszahlen der Tabelle nennen die bewerteten Filmjahre, die Preisverleihungen fanden jeweils im Folgejahr statt.
| Jahr | Preisträger                                    | Deutscher Titel                              | Präsentatoren |
| ---- | ---------------------------------------------- | -------------------------------------------- | --- |
| 1994 | Prêt-à-Porter                                  | Prêt-à-Porter                                | Lauren Bacall |
| 1995 | The Usual Suspects                             | Die üblichen Verdächtigen                    | Gabriel Byrne, Chazz Palminteri, Kevin Spacey |
| 1996 | The First Wives Club                           | Der Club der Teufelinnen                     | Olivia Goldsmith, Ivana Trump |
| 1997 | The Sweet Hereafter                            | Das süße Jenseits                            | Atom Egoyan, Ian Holm, Sarah Polley, Bruce Greenwood, Gabrielle Rose, Tom McCamus, Alberta Watson, Maury Chaykin, Arsinée Khanjian, Simon Baker |
| 1998 | Happiness                                      | Happiness                                    | Todd Solondz, Jane Adams, Jon Lovitz, Philip Seymour Hoffman, Dylan Baker, Lara Flynn Boyle, Justin Elvin, Cynthia Stevenson, Lila Glantzman-Leib, Gerry Becker, Rufus Read, Louise Lasser, Ben Gazzara, Camryn Manheim, Arthur J. Nascarella, Molly Shannon, Ann Harada, Douglas McGrath |
| 1999 | Magnolia                                       | Magnolia                                     | Philip Seymour Hoffman, Julianne Moore, John C. Reilly |
| 2000 | State and Main                                 | State and Main                               | Jim Frangione, Clark Greg, Patti LuPone, David Paymer, Julia Stiles |
| 2001 | Last Orders                                    | Letzte Runde – Last Orders                   | Helen Mirren |
| 2002 | Nicholas Nickleby                              | Nicholas Nickleby                            | Alan Cummung, Nathan Lane, Christopher Plummer |
| 2003 | The Lord of the Rings: The Return of the King* | Der Herr der Ringe – Die Rückkehr des Königs | Sean Astin, Bernard Hill, Billy Boyd, Andy Serkis, Liv Tyler, Elijah Wood |
| 2004 | Closer                                         | Hautnah                                      | – |
| 2005 | Mrs. Henderson Presents                        | Lady Henderson präsentiert                   | – |
| 2006 | The Departed*                                  | Departed – Unter Feinden                     | – |
| 2007 | No Country for Old Men*                        | No Country for Old Men                       | – |
| 2008 | Doubt                                          | Glaubensfrage                                | – |
| 2009 | It’s Complicated                               | Wenn Liebe so einfach wäre                   | – |
| 2010 | The Town                                       | The Town – Stadt ohne Gnade                  | |
| 2011 | The Help                                       | The Help                                     | – |
| 2012 | Les Misérables                                 | Les Misérables                               | – |
| 2013 | Prisoners                                      | Prisoners                                    | – |
| 2014 | Fury                                           | Herz aus Stahl                               | – |
| 2015 | The Big Short                                  | The Big Short                                | – |
| 2016 | Hidden Figures                                 | Hidden Figures – Unerkannte Heldinnen        | – |
| 2017 | Get Out                                        | Get Out                                      | – |
| 2018 | Crazy Rich Asians                              | Crazy Rich                                   | – |
| 2019 | Knives Out                                     | Knives Out – Mord ist Familiensache          | – |
| 2020 | Da 5 Bloods                                    | Da 5 Bloods                                  | – |
| 2021 | The Harder They Fall                           | The Harder They Fall                         | – |
| 2022 | Women Talking                                  | Die Aussprache                               | – |
| 2023 | The Iron Claw                                  | The Iron Claw                                | – |
| 2024 | Conclave                                       | Konklave                                     | – |

* = Filmproduktionen, die später den Oscar als Bester Film des Jahres gewannen